# Хшемце
Хшемце (пол. Chrzemce) — село в Польщі, у гміні Любохня Томашовського повіту Лодзинського воєводства.
У 1975-1998 роках село належало до Пйотрковського воєводства.